# Igreja de São Tomé de Abambres
A Igreja de São Tomé de Abambres, ou Igreja Paroquial de Abambres, localiza-se na freguesia de Abambres, Município de Mirandela, Distrito de Bragança, em Portugal.
Desde 1982, a Igreja de São Tomé de Abambres está classificada como Imóvel de Interesse Público.

## Características
Feita em granito, pode apontar-se o século XIII como data para a construção da Igreja de são Tomé de Abambres.
Neste pequeno templo românico destaca-se sobretudo pelo seu espaço interior, em particular o acervo de pintura mural. 

## Galeria
|  |  |  |